# Balthasar Friedrich von der Planitz

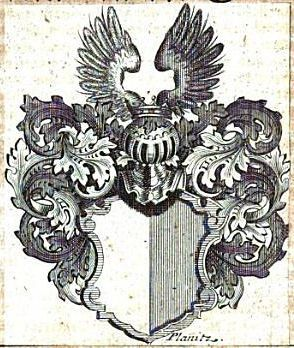
Wappen der Edlen von der Planitz

Balthasar Friedrich von der Planitz, seit 1522 Edler von der Planitz (* 1510; † 19. Juni 1563 in Eibenstock) war als Offizier im Dienst bei den Burggrafen von Plauen und als Rat und Hauptmann viele Jahre bei den Markgrafen zu Meißen.

## Leben

Türkensteuerregister für die Herrschaft Auerbach von 1542 mit von der Planitz’ Namen

Balthasar Friedrich Edler von der Planitz stammte aus dem in Rodewisch (Niederauerbach) ansässigen Zweig des Adelsgeschlechts Edle von der Planitz und lebte auf dem dortigen Rittergut (Ober-)Göltzsch. 1727 heißt es über ihn:

„so bald als ihn die Jahre geschickt gemacht die Waffen zu führen, hat er Krieges-Dienste angenommen, und Zeit seines Lebens sich iederzeit rühmlich, treu und ritterlich verhalten, dahero er sich bey hohen Potentaten sonders beliebt gemacht, wie er denn bey den Burggrafen von Plauen und Marggrafen zu Meyßen als Rath und Hauptmann zum Hof viele Jahre getreue Dienste gethan.“

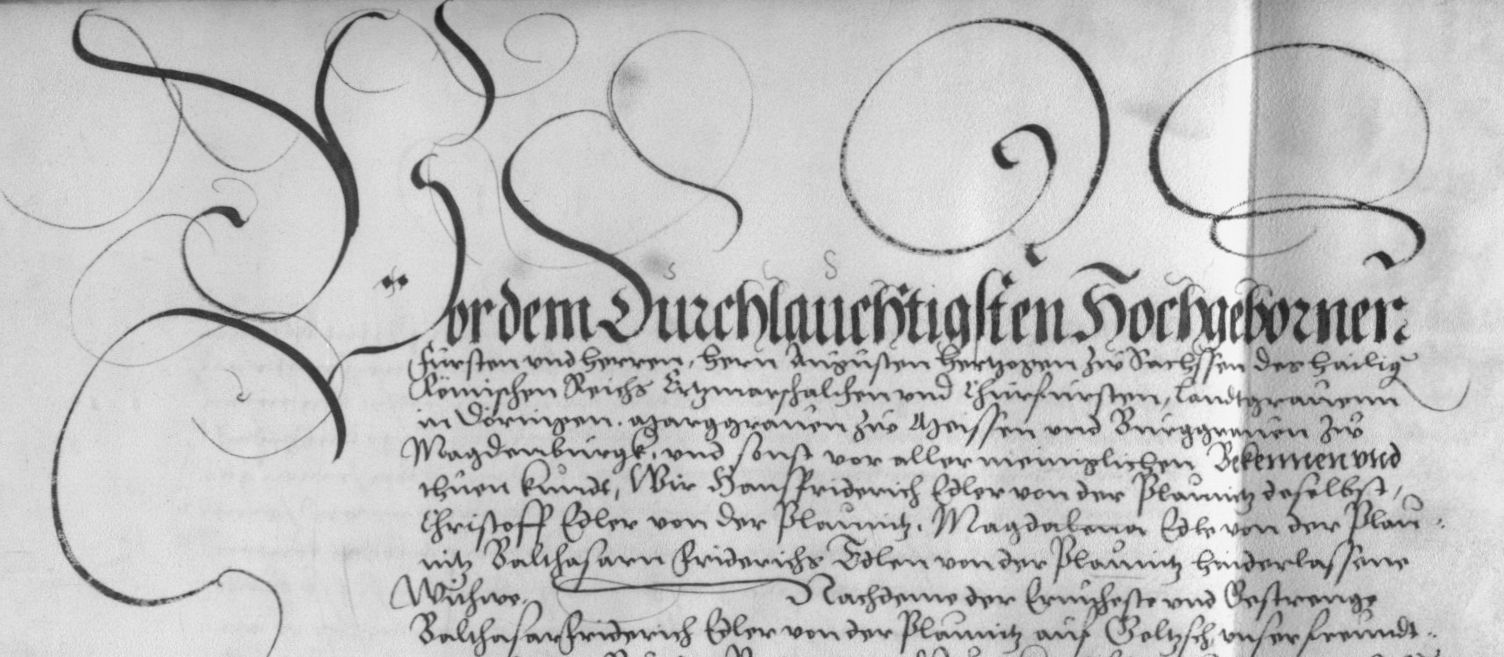
Kaufbrief (Ausschnitt) von 1563

Im Jahr 1563 wollte er große Teile seiner Besitzungen an Kurfürst August von Sachsen verkaufen. Neben den Dörfern Schönheide und Stützengrün waren dies Neustädtel und große Wälder um diese Ortschaften beiderseits der Zwickauer Mulde bis an die Grenze von Böhmen. Im Kaufbrief vom 23. Dezember 1563 heißt es zu den Motiven des Verkaufs, er solle erfolgen „drangseeliger Schulden“ wegen und um sich aus der „Schuldenlast zu wircken“. Zwischen dem Verkaufsangebot in Höhe von 30.000 Gulden, das er auf der Leipziger Frühjahrsmesse 1563 unterbreitete, der vom Kurfürsten eingeleiteten Inspektion insbesondere der angebotenen Wälder und der Bewertung der Finanz- und Dienstleistungen der drei Ortschaften durch den Amtmann Hans Todt des Amtes Schwarzenberg und der Verständigung über den Kaufpreis starb Balthasar Friedrich von der Planitz im Juni 1563. Der Kaufvertrag wurde von seinen Erben am 23. Dezember 1563 abgeschlossen. Die finanziellen Probleme von der Planitz’ müssen so groß gewesen sein, dass er den Kurfürsten um ein – auf den Kauf hin gewährtes – Darlehen in Höhe von 5000 Gulden bat. Der Kauf kam zu einem Preis von 28.300 Gulden zu Stande. Für den Kurfürsten sei es ein sehr gutes Geschäft gewesen, weil die Wälder angesichts des Holzbedarfs für Bergwerke und Erzverarbeitung ein Vielfaches des Kaufpreises wert gewesen seien. Für nur einen Pfennig habe der Kurfürst zwölf Bäume bekommen.
In der Rodewischer Turmknaufurkunde von 1645 ist von der Planitz als Stifter „verguldeter Becher“ aufgeführt.

## Gründer von Schönheide

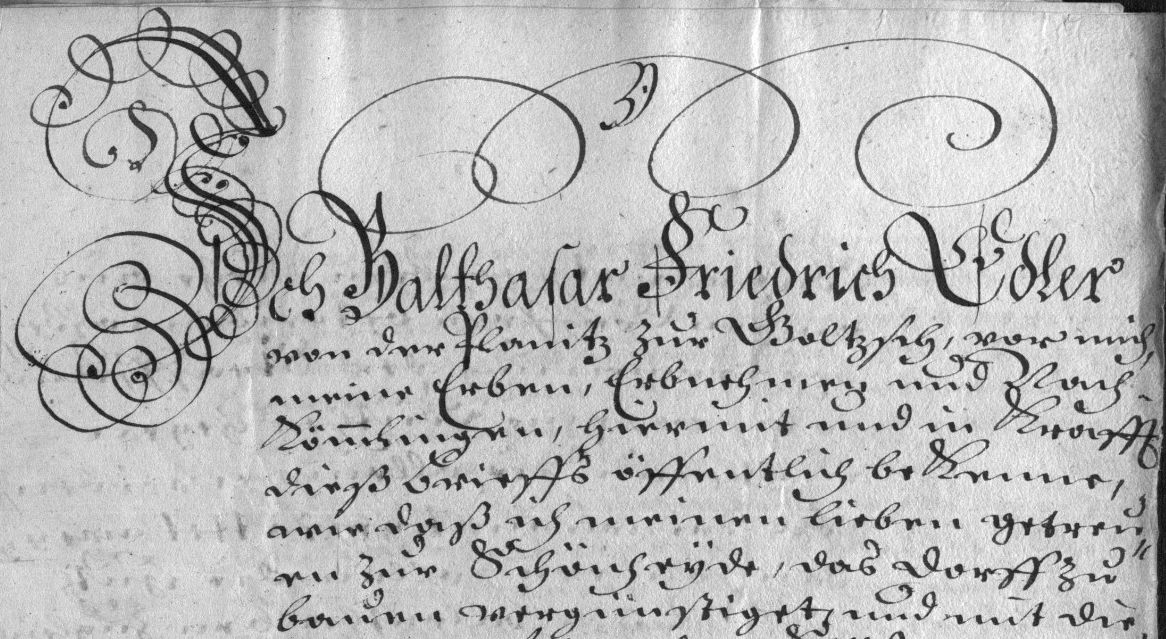
Abschrift der Gründungsurkunde von Schönheide, 18. Jh.

Nach dem Tod seines Vaters ließ Balthasar Friedrich Edler von der Planitz im höher gelegenen Bereich seines ererbten Herrschaftsgebietes nach 1535 zu, dass Siedler im Bereich der heutigen Dörfer Stützengrün und Schönheide Wald rodeten und Land urbar machten. Für letzteren Ort gilt das Jahr 1537 als Beginn der Besiedlung. Am 20. März 1549 erließ der Gebietsherr von der Planitz für Schönheide einen sogenannten Befreiungsbrief, in dem er zustimmte, dass „meine lieben getreuen“ Einwohner „zur Schönheyde“ ein Dorf bauen. Gegen Geldzahlungen und Dienstleistungen – Frondienste – vergab er geografisch genau festgelegte Flächen als Lehen und bestimmte im Einzelnen Rechte und Pflichten der Einwohner. Er gewährte auch das Recht, Bier zu brauen und mit Wein zu handeln. Das Dorf durfte auch die niedere und hohe Gerichtsbarkeit ausüben.

## Familie
Balthasar Friedrich Edler von der Planitz war zweiter Sohn von Hans Edler von der Planitz. Kaiser Karl V. hatte im Jahr 1522 seinem Vater und dessen Bruder dieses Recht verliehen und darüber hinaus „ihren Leibes-Erben und Nachkommen, auch allen andern des Nahmens von der Planitz beyder Mann- und Frauen-Persohnen“.
Balthasar Friedrich Edler von der Planitz war mit Magdalena von Bock aus Neuhof bei Amberg verheiratet und hatte eine Tochter Anna und einen Sohn Christoph Friedrich (* 10. Mai 1562; † 25. Augustjul. / 4. September 1638greg.), der den Rittersitz Göltzsch erbte.

## Tod
Im Juni 1563 besuchte Kurfürst August von Sachsen die Bergstadt Eibenstock. Ein Teil des kurfürstlichen Gefolges, unter dem sich auch Balthasar Friedrich von der Planitz befand, nahm Quartier im Haus des Eibenstocker Bergbauunternehmers Oswald Siegel (um 1508 – nach 1577). Nach dem zuvor im Haus des Zehntners Melchior Siegel – einem Bruder des Oswald Siegel – stattgefundenen nächtlichen Trinkgelage, das bis um zwei Uhr in der Früh andauerte, starb Balthasar Friedrich Edler von der Planitz in Oswald Siegels Haus „Sonnabend nach Viti“ (19. Juni 1563) um drei Uhr „durch die Gewalt Gottes“. Am Folgetag, Sonntag, den 20. Juni 1563, wurde sein Leichnam auf den Rittersitz Göltzsch überführt.

## Trivia
Die Ehefrau Balthasar Friedrich von der Planitz’, Magdalena von Bock, war nach dem Tod ihres Mannes auch Vertragspartnerin des Vertrages vom 23. Dezember 1563 mit dem Kurfürsten. Ihre Unterschrift fehlt indes unter dem Vertrag. Im Vertragstext heißt es dazu: „Vnd weil ich bemelte Wittbe, nicht schreiben können, meinen freundlichen lieben Schwager, Rudolph, Edlen von der Planiz, vermocht, daß er sich an meiner stadt, zu bekräfftigung dieses Kauffs mit eigener Hand vnterschrieben.“